# Азизул Ислам, Устад
Устад Азизул Ислам (бенг. ওস্তাদ আজিজুল ইসলাম, род. 2 мая 1945, Раджбари) — бангладешский флейтист и композитор.

## Краткая биография
В 1962 году окончил мусульманскую среднюю школу в Читтагонге и в 1965 году — Морскую академию Бангладеш в Джулдиа (возле Читтагонга). До 1973 года работал капитаном торгового флота.

## Творческая деятельность
Играет на флейте с детства. Систематическую учёбу начал после того, как ушёл с работы во флоте и поселился в Читтагонге. Учителями игры на табле и танпуре были Прияда Ранджан Сенгупата из Академии музыки (Arya Sangeet Samity) в Читтагонге и Устад Вилаят Али Хан, на флейте — Пандит Девендра Мурдешвар и Пандит В. Г. Карнад. У Устада Бахадура Кхана он изучал школу музицирования «гхарана», созданную придворным музыкантом-ситаристом Тансеном (1506—1589).
Азизул Ислам много выступает в стране, гастролирует за рубежом (Австралия, Великобритания, Индия, Канада, Малайзия, США, Япония и др.), участвует в национальных и международных фестивалях. Записано более 10 дисков с записями его музыки. 20-25 февраля 2017 в Национальном музее Бангладеш прошёл фестиваль музыки, посвящённый Азизулу Исламу.

## Мнение
«Флейта — божественный инструмент, который завораживает сердца многих поколений любителей музыки. Устад Азизул Ислам является ведущим флейтистом в нашей стране, мастером, который покоряет своим исполнением тысячи поклонников как в стране, так и за рубежом.» — Асадуззаман Нур, министр культуры Бангладеш

## Награды
- Ekushey Padak[англ.][4].
- Sangeet Piyasi Award
- Paul Harris Fellow Award
- Sahitya Academy Award
- Gold Medal and Crest by Rotary Club of Metropolitan Dhaka and Ashfaque-Najma Foundation
- Более 100 призов, полученных на музыкальных фестивалях в разных странах мира[3]